# Instituto Chico Mendes de Conservação da Biodiversidade
O Instituto Chico Mendes de Conservação da Biodiversidade (de acrônimo ICMBio) é uma autarquia em regime especial brasileira criado em 2007 (lei 11 516), vinculada ao Ministério do Meio Ambiente e integrada ao Sistema Nacional do Meio Ambiente (Sisnama). Possui as atribuições de planejar e fiscalizar as unidades de conservação federais, também de fomentar e executar pesquisas, além de proteger a biodiversidade no Brasil.
Atualmente, a presidência do ICMBio é exercida pelo cientista social, servidor de carreira do ICMBio Mauro Pires, desde 25 de maio de 2023.

## História
Foi criado pela lei n.º 11 516 de 28 de agosto de 2007 e tem sua estrutura regimental aprovada pelo decreto n.º 10.234, de 11 de fevereiro de 2020.
O nome do Instituto homenageia o seringueiro, acreano Chico Mendes, ativista cuja luta ganhou repercussão nacional e internacional pela defesa da biodiversidade amazônica, sendo reconhecido mundialmente pela Organização das Nações Unidas (ONU) e recebendo inúmeros prêmios, sendo um dos mais importantes o "Global 500", por sua luta em defesa do meio ambiente.

## Atribuições
O instituto é responsável por propor, implantar, gerir, proteger, fiscalizar e monitorar as unidades de conservação federais, além de fomentar e executar programas de pesquisa, proteção, preservação e conservação da biodiversidade e exercer o poder de polícia ambiental para a proteção da biodiversidade em todo o Brasil. Surgiu de uma reestruturação do Instituto Brasileiro do Meio Ambiente e dos Recursos Naturais Renováveis (IBAMA), anteriormente responsável por tais atribuições.
Entre as principais competências do ICMBio estão apresentar e editar normas e padrões de gestão de Unidades de Conservação federais; propor a criação, regularização fundiária e gestão das Unidades de Conservação federais; e apoiar a implementação do Sistema Nacional de Unidades de Conservação da Natureza (SNUC). O Instituto deve ainda contribuir para a recuperação de áreas degradadas em Unidades de Conservação. Ele fiscaliza e aplica penalidades administrativas, ambientais ou compensatórias aos responsáveis pelo não cumprimento das medidas necessárias à preservação, ou correção da degradação ambiental.
Cabe ao Instituto Chico Mendes monitorar o uso público e a exploração econômica dos recursos naturais nas Unidades de Conservação onde isso for permitido, obedecidas as exigências legais e de sustentabilidade do meio ambiente.
Na área de pesquisa, ele deve contribuir para a geração e disseminação sistemática de informações e conhecimentos relativos à gestão de Unidades de Conservação, da conservação da biodiversidade e do uso dos recursos faunísticos, pesqueiros e florestais.
Ainda nessa área, o Instituto dissemina metodologias e tecnologias de gestão ambiental e de proteção e manejo integrado de ecossistemas e de espécies do patrimônio natural e genético de representatividade ecológica em escala regional e nacional.
A autarquia também cria e promove programas de educação ambiental, contribui para a implementação do Sistema Nacional de Informações sobre o Meio Ambiente (Sinima) e aplica, no âmbito de sua competência, dispositivos e acordos internacionais relativos à gestão ambiental.
Outra competência do Instituto é propor e editar normas de fiscalização e de controle do uso do patrimônio espeleológico (cavernas) brasileiro, bem como fomentar levantamentos, estudos e pesquisas que possibilitem ampliar o conhecimento sobre as cavidades naturais subterrâneas existentes, além de elaborar o Relatório de Gestão das Unidades de Conservação.
A missão do Instituto Chico Mendes é "proteger o patrimônio natural e promover o desenvolvimento socioambiental".
Isso se dá por meio da gestão de Unidades de Conservação Federais, da promoção do desenvolvimento socioambiental das comunidades tradicionais naquelas consideradas de uso sustentável, da pesquisa e gestão do conhecimento, da educação ambiental e do fomento ao manejo ecológico.
Compete às Unidades de Conservação federais e aos Centros de Pesquisa e Conservação produzir, por meio da pesquisa científica, do ordenamento e da análise técnica de dados, o conhecimento necessário à conservação da biodiversidade, do patrimônio espeleológico e da sociobiodiversidade associada a povos e comunidades tradicionais.